# Chloë Mayer
Chloë Mayer (2001) is een Nederlands badmintonster. In 2024 werd ze voor het eerst in haar carrière Nederlands kampioen.

## Levensloop
Mayer volgt de opleiding Communication Science aan de Universiteit van Amsterdam.